# 三村裕史
三村 裕史（みむら ひろし、1952年〈昭和27年〉6月19日 - ）は、日本の地方政治家。現広島県安芸郡熊野町町長。2024年11月17日、熊野町長選挙、5回目の当選。

## 経歴
広島県立呉宮原高等学校卒業後、早稲田大学法学部に進学・卒業。その後、広島県職員となる。
後に退職し、熊野筆の製造・販売業者である株式会社五大洲に入社、その後、専務取締役に就任する。
2008年11月30日、熊野町長に就任。

## 人物
血液型はO型。趣味は歴史書籍などの読書、音楽鑑賞。座右の銘は「広く会議を興し、万機公論に決すべし」。